# Kʼinich Ahkal Moʼ Nahb III
Kʼinich Ahkal Moʼ Nahb III, còn được gọi là Chaacal III và Akul Anab III là một nhà vua Maya của thành phố Palenque. Ông được lên ngôi vào ngày 3 tháng 1 năm 722 cho đến khoảng giữa năm 736 và 742.

## Tiểu sử

Hình chữ của Kʼinich Ahkal Moʼ Nahb III

Ahkal Moʼ Nahb được sinh ra trong nhà quý tộc Tiwol Chan Mat và Phu nhân Kinuw, anh trai của ông là  Kʼinich Janaab Pakal II. Ômg đã kết hôn cùng với Phu nhân Men Nik và được kế vị bởi con trai của ông, Kʼinich Kʼukʼ Bahlam II. Ahkal Moʼ Nahb III sinh năm 678, dưới thời tại vị nội ông, nhà tại vị sống lâu của Palenque, Kʼinich Janaab Pakal I, thường được gọi là "Pakal Đại đế", vì nhà tại vị này đã giành quyền cho một vương quốc đã bị mất ổn định bởi các cuộc tấn công của kẻ thù và quan sát một chương trình xây cất mà đỉnh điểm là Đền Thờ Bia Ký. Chương trình xây cất của ông đối thủ với những người tiền nhiệm, trong những bia đá mới được phát hiện của Đền thờ 19, ông đã đóng góp rất nhiều vào những ghi chép còn sót lại của lịch sử Palenque.